# Trois (film, 1969)
Pour les articles homonymes, voir Trois et Three.
Pour plus de détails, voir Fiche technique et Distribution.
Trois (Three) est un film dramatique britannique réalisé par James Salter et sorti en 1969. C'est l'unique film de son réalisateur, plus connu en tant qu'écrivain.
Il s'agit d'une adaptation de la nouvelle américaine Then We Were Three d'Irwin Shaw.

## Synopsis
Deux amis étudiants américains sont en voyage sur la Côte d'Azur. Alors qu'ils croisent de nombreuses jeunes filles, une touriste anglaise attire particulièrement leur attention alors qu'ils la prennent en stop.

## Fiche technique
- Titre français : Trois[1]
- Titre original : Three
- Réalisation : James Salter
- Scénario : James Salter d'après la nouvelle Then We Were Three d'Irwin Shaw.
- Photographie : Étienne Becker
- Montage : Edward Nielsen
- Musique : Laurence Rosenthal
- Production :	Bruce Becker
- Sociétés de production : Obelisk
- Pays de production :  Royaume-Uni
- Langue originale : anglais britannique
- Format : Couleurs par Eastmancolor - Son mono - 35 mm
- Genre : Drame
- Durée : 104 minutes (1 h 44)
- Dates de sortie : 
  - France : mai 1969 (Festival de Cannes 1969) ; 8 février 1978[1]
  - États-Unis : 23 décembre 1969

## Distribution
- Charlotte Rampling : Marty
- Robie Porter : Bert
- Sam Waterston : Taylor
- Pascale Roberts : Claude
- Edina Ronay : Liz
- Gillian Hills : Ann
- Alfredo Rizzo : Le serveur
- Paul Cooper : Le photographe
- Patrizia Giammei : Gloria
- Mario Cotone : Silvano
- Franca Tasso : Hélène
- Roberto Scheiber : Piero

## Production
Le tournage a eu lieu durant l'été 1968 à Rome, à Florence ainsi qu'à Antibes et à Biarritz.
Le financement s'était fait sur le nom de Charlotte Rampling et les relations entre elle et le réalisateur ont été mauvaises pendant le tournage. D'après le témoignage qu'en fait Salter dans son autobiographie Une vie à brûler, « Je devais apprendre beaucoup de choses sur elle : qu'elle mastiquait des quantités de chewing-gums, qu'elle avait les cheveux sales, et, selon la femme qui s'occupait des costumes, des vêtements qui sentaient. Aussi qu'elle était fréquemment en retard, ne s'excusait jamais, était soupe au lait et méchante… ».
Salter est ressorti de l'aventure découragé, et n'a plus refait de film depuis.

## Exploitation
Le film a été présenté en avant-première lors de la quinzaine des réalisateurs du festival de Cannes 1969 où il a été bien reçu. Il a été distribué par United Artists à New York le 23 décembre 1969.
Depuis, il a une réputation d'introuvable. Pour la projection qu'a fait la cinémathèque française du film en 2018, Philippe Garnier a eu bien du mal à  en retrouver une copie. Quelques années plus tôt, il avait dû demander au réalisateur lui-même une VHS. Ce dernier la lui avait prêté avec le mot « C'est bien parce que c'est toi, et SURTOUT ne la perds pas, je n'en ai qu'une ».